# Jihoněmecký štítník
Jihoněmecký štítník je plemeno holuba domácího pocházející z Německa. Je to středně velký holub tzv. polního typu, tvarem těla nebo velikostí se příliš neliší od holuba skalního. Jeho šlechtění je zaměřeno na dokonalou barvu a kresbu opeření. V seznamu plemen EE se řadí do plemenné skupiny barevných holubů a je zapsán pod číslem 0438.
Oblastí původu jihoněmeckého štítníka je Württembersko. Vyskytuje se pouze v jediné kresbě, a to je tzv. kresbě štítníka. Základní barva opeření ptáka je bílá, jen křídelní štíty jsou barevné. Existuje 26 různých barevných rázů. Nikdy nemá opeřené běháky, ale hlavu má zdobenou úplnou lasturovitou chocholkou, která je zakončena postranními růžicemi. Chovatelsky je nenáročný, není příliš létavý ani agresivní vůči jiným holubům a dobře odchovává holoubata. Může být chován jak volně, tak ve voliéře.